# Elio de Angelis
Elio de Angelis (ur. 26 marca 1958 w Rzymie, zm. 15 maja 1986 w Marsylii) – włoski kierowca wyścigowy. W latach 1979–1986 wziął udział w 109 Grand Prix Formuły 1. Jeździł dla zespołów Shadow, Lotus i Brabham.

## Kariera
Elio zadebiutował w Formule 1 w 1979 roku. Jeździł wówczas dla bliskiego upadku zespołu Shadow. W sezonie 1980 przesiadł się do Lotusa. W wieku 20 lat niemal stał się najmłodszym zwycięzcą Grand Prix w historii, kiedy to był trzeci w Grand Prix Brazylii na torze Interlagos (1984). W 1985 roku de Angelis opuścił Lotusa, kiedy wysiłki zespołu były skupione na utalentowanym Ayrtonie Sennie. De Angelisa zastąpił Johnny Dumfries, któremu odpowiadała rola drugiego kierowcy. De Angelis na sezon 1986 przeszedł do zespołu Brabham. Zastąpił dwukrotnego Mistrza Świata Nelsona Piqueta (Piquet przeszedł do Williamsa, ponieważ kwota jaką zaproponował szef Brabhama – Bernie Ecclestone – nie odpowiadała mu). Brabham mając dwóch dobrych kierowców (Elio de Angelis i Derek Warwick) stał na skraju bankructwa. Niezbyt udany bolid o nazwie BT55 nie dawał Włochowi możliwości walki z czołowymi zespołami. Nie dawał nawet szans na ukończenie wyścigu. De Angelis najbardziej pomógł w rozwinięciu bolidu i to on był zdecydowanie najszybszym kierowcą tego zespołu.

## Wypadek we Francji
Elio de Angelis podczas treningów na torze Paul Ricard uległ poważnemu wypadkowi. Gdy w jego Brabhamie przy prędkości 290 km/h złamało się tylne skrzydło na zakręcie La Verrerie, bolid uniósł się, spadł na bariery ochronne i przewrócił się. Pojazd stanął w płomieniach. Podczas jazdy próbnej na torze znajdowało się kilku strażaków i porządkowych. Jedynie dwóch mechaników Benettona było świadkami wypadku. De Angelis nie mógł uwolnić się z płonącego bolidu. Dodatkowo dym uniemożliwiał mu oddychanie. Zaalarmowani przez chmurę dymu kierowcy zbiegli się w miejsce wypadku. Gaśnice nie pomagały. Wezwana straż pożarna potrzebowała półtorej godziny na dotarcie do miejsca wypadku. W końcu udało się uwolnić de Angelisa. Został przewieziony do szpitala, jednak 29 godzin później zmarł z powodu niewydolności dróg oddechowych (ARDS). Jego rany nie były poważne. Poza poparzeniami na plecach miał złamaną nogę.

## Wszechstronność
Oprócz Formuły 1 Elio uprawiał także inne sporty – był piłkarzem.
De Angelis był również świetnym pianistą, który dając wspaniały koncert zatrzymał kierowców podczas strajku w 1982 roku do wieczora.
De Angelis był ostatnim kierowcą, który zginął w Formule 1 do czasu śmierci Rolanda Ratzenbergera na torze Imola.